# Klapa Komiža
Klapa Komiža je dalmatinska klapa iz Komiže na otoku Visu.

## Povijest klape
Osnovana je 1979. godine pri tadašnjem KUD Nikola Vidović. Od 1994. godine klapa djeluje pri Hrvatskom kulturnom društvu Komiža. Do danas je kroz nju prošlo 40 pjevača. Pet puta je izborila sudjelovanje na Festivalu dalmatinskih klapa Omiš u konkurenciji muških klapa: 1981., 1983., 1985., 2014. i 2015. godine i sedam puta u konkurenciji mješovitih klapa: 2013., 2014., 2015., 2016., 2017., 2018. i 2020. godine. U konkurenciji mješovitih klapa 2016. godine, osvojila je 3. mjesto.
Klapa sudjeluje u svim kulturnim zbivanjima na otoku Visu i samostalno organizira manifestaciju Večeri klapske pisme u Komiži. Nastupa na klapskim susretima po Dalmaciji. U okviru međunarodne kulturne suradnje nastupa u susjednoj Republici Sloveniji: 2011. - Tržišće i Sevnica, 2014. - Razbor, Sevnica, Raka pri Krškom i Šentjanž, 2016. - Maribor, Slovenska Bistrica, Boštanj, Zabukovje i Selnica ob Dravi. Repertoar čine tradicionalni napjevi, klapske skladbe te obrade zabavnih skladbi.

## Članovi klape
- Pina Karuza - Lipanović, sopran/1. tenor
- Mićo Sviličić, 2. tenor
- Stanislav Žižić, bariton
- Tomislav Šiljić, 1. bas
- Franci Mardešić, 2. bas

## Nagrade i priznanja
- 50. FDK Omiš 2016. - Večer mješovitih klapa: 3. nagrada Stručnog ocjenjivačkog povjerenstva
- 6. Festival klapske pisme Posušje 2019. - Večer mješovitih klapa - 3. nagrada Stručnog žirija
- Povelja Grada Komiže za kolektivne uspjehe i zasluge, 2019.

## Diskografija
- Nosač zvuka "Klapa Komiža", svibanj 2016.
- Nosač zvuka "Oto tako", srpanj 2019.

## Vanjske poveznice
- Službeni blog
- Facebbok stranica
- Festival dalmatinskih klapa Omiš - Klapa Komiža  Arhivirana inačica izvorne stranice od 23. veljače 2014. (Wayback Machine)
- Turistička zajednica Grada Komiže - Klapa Komiža  Arhivirana inačica izvorne stranice od 10. ožujka 2014. (Wayback Machine)